# Luise Duttenhofer
Christiane Luise Duttenhofer (née Hummel ; 5 avril 1776 – 16 mai 1829) est une artiste allemande spécialisée dans le papier découpé.
À l'âge de 28 ans, elle épouse son cousin, l'illustrateur Christian Duttenhofer. Après un voyage à Rome vers 1805, où ils rencontrent plusieurs artistes allemands et découvrent l'Antiquité classique, le couple s'installe à Stuttgart, où Duttenhofer entre en contact avec la bourgeoisie éduquée et fait la connaissance d'auteurs célèbres tels que Jean Paul et Johann Wolfgang von Goethe.
Christiane Duttenhofer a produit un vaste corpus d'œuvres, dont plus de 1 500 sont répertoriées, incluant des portraits en silhouette réalisés à main levée. Elle explore une grande diversité de sujets, tels que des paysages, des animaux et des ornements. Ses découpages mettent souvent en avant des thèmes mythologiques ou religieux, tout en illustrant également des scènes de sa vie quotidienne. Son art est présenté lors de deux expositions à Stuttgart de son vivant et figure dans une collection de poésie qu'elle illustre en collaboration avec son mari. Bien que son œuvre soit largement oubliée après sa mort, elle connaît une redécouverte au début du XXe siècle, période durant laquelle elle est exposée et réimprimée à plusieurs reprises.

## Biographie

### Jeunesse et famille
Christiane Luise Hummel naît le 5 avril 1776 au 40, Kurze Straße à Waiblingen. Fille unique du pasteur protestant Georg Hummel et de Luise Hedwig, elle perd son père en 1779 et s'installe avec sa mère chez ses grands-parents maternels, Jakob Friedrich Spittler, conseiller consistorial et prédicateur à l'église collégiale de Stuttgart, et son épouse Johanna Christine.

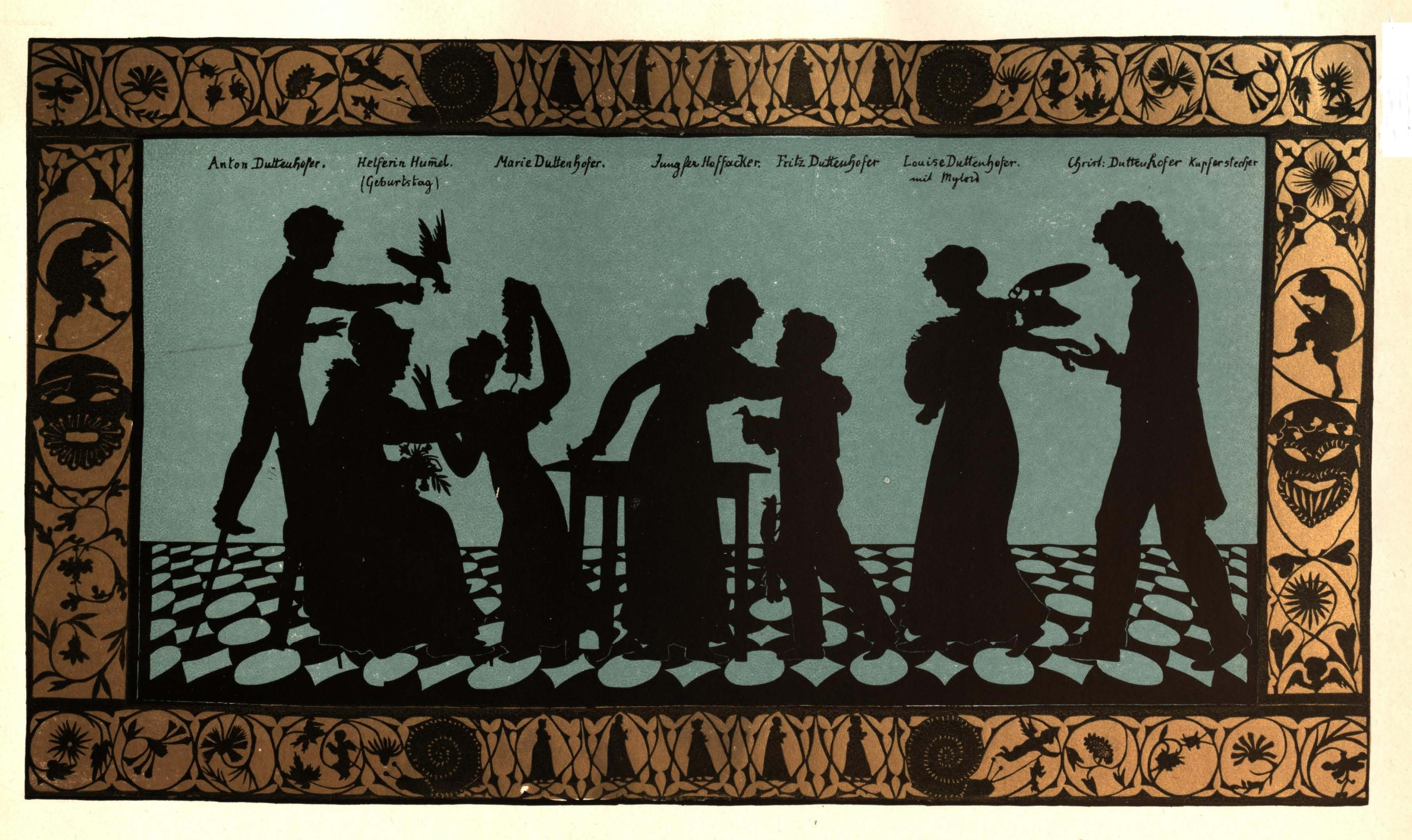
Papier découpé de silhouettes, réalisé par Luise Duttenhofer vers 1820. On y voit son mari, Christian Friedrich Traugott, à droite, leur fils Anton à gauche, et Luise elle-même, placée en deuxième position à partir de la droite.

Le décès de son grand-père en octobre 1780 survient peu avant qu'il ne prenne ses fonctions de prélat désigné de Herrenalb, laissant à sa mère et à sa grand-mère la responsabilité de son éducation. Son grand-oncle, le prélat Heinrich Christoph Bilfinger, reconnaît rapidement son talent artistique et finance des cours de dessin, tout en lui interdisant l'apprentissage de la peinture,. Cette restriction, conforme aux normes bourgeoises de l'époque qui considèrent l'art comme un simple loisir,, laisse Luise avec un profond regret de ne pas avoir reçu une formation artistique complète, elle qui aspire à devenir peintre. En plus du dessin, dans lequel elle excelle rapidement, elle étudie le français et la littérature. Dès son enfance, elle pratique également le papier découpé, s'inspirant des motifs gothiques observés dans les ornementations des églises,.

### Mariage et voyage à Rome
Le 27 juillet 1804, Christiane Luise Hummel épouse son cousin, le graveur Christian Friedrich Traugott Duttenhofer,. Issu d'un milieu protestant, son père, Christian Friedrich Duttenhofer, est prélat puis surintendant à Heilbronn, et sa mère, Johanna Christiana, est la sœur du père de Luise. Après sa formation à l’école supérieure des beaux-arts de Dresde auprès de Johann Christian Klengel, puis à l'Académie des beaux-arts de Vienne,, Christian poursuit sa carrière artistique après leur mariage, le couple s'installant à Rome pour dix-huit mois. Ils y rencontrent plusieurs artistes allemands de renom, tels que Joseph Anton Koch, Gottlieb Schick, Johann Christian Reinhart, Johann Martin Wagner et Angelica Kauffmann,. Ces échanges, associés à la découverte de l’Antiquité classique et de la Renaissance italienne, influencent profondément l'art de Duttenhofer. En 1805, leur premier enfant, Carl Aurel, naît mais meurt peu après sa naissance. Éprouvée par cette perte, Luise Duttenhofer réalise deux découpages en papier : l'un la représente alitée tandis que des lutins emportent son enfant, et l'autre montre le petit corps reposant sur un lit funèbre.

### Stuttgart

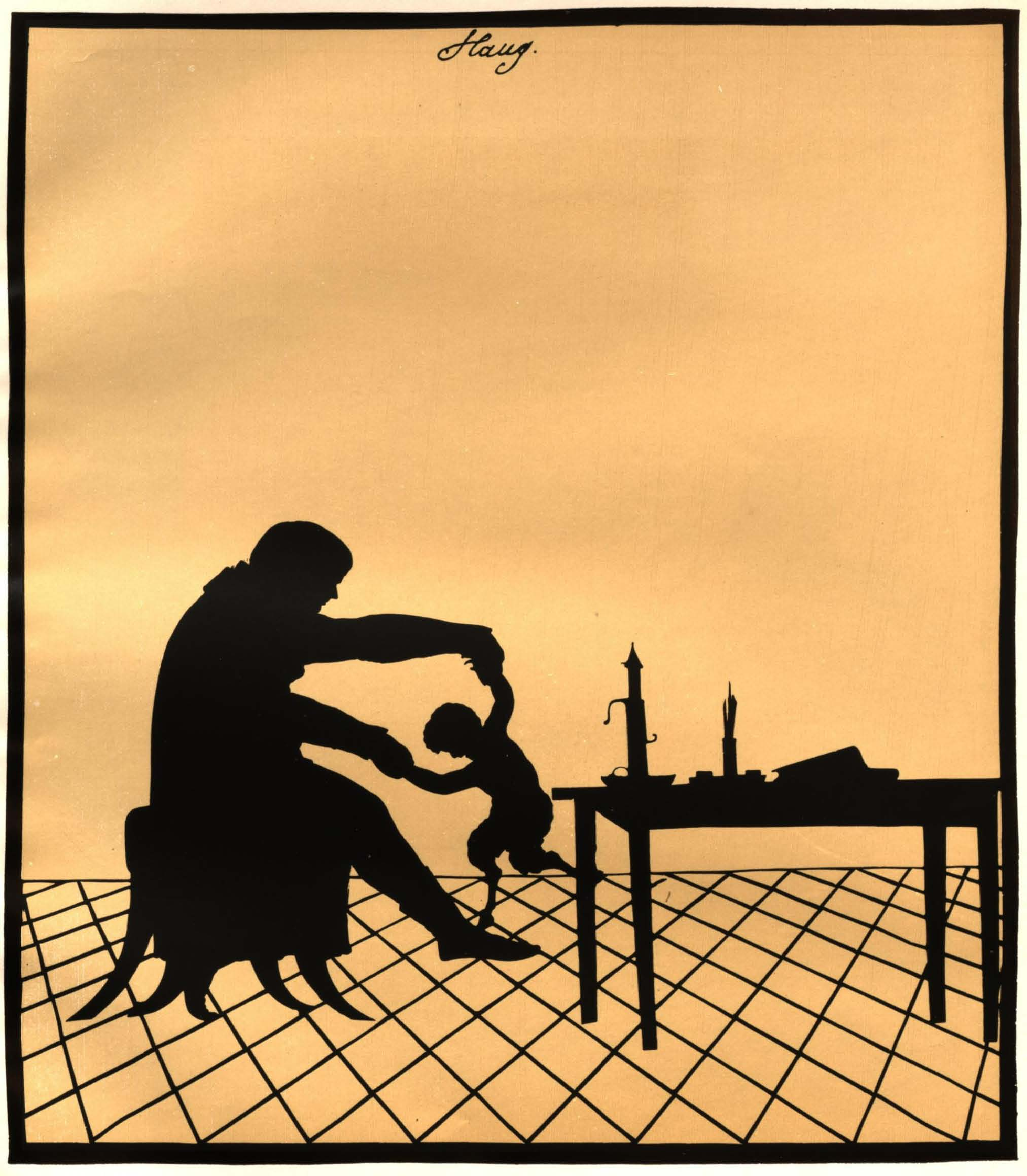
Friedrich Haug avec un faune, découpe en papier réalisée par Duttenhofer.

Entre 1805 et 1806, Luise Duttenhofer et son mari s'installent à Stuttgart, où Christian Duttenhofer exerce en tant que graveur. Contrairement à Luise, qui fait preuve de créativité dans l'art du papier découpé, Christian se consacre à la reproduction d'œuvres d'autres artistes. Luise bénéficie du soutien du sculpteur Johann Heinrich von Dannecker, dont l'atelier lui permet de réaliser des dessins inspirés d'une collection de copies d'œuvres antiques, incluant des reproductions rapportées à Paris par Napoléon et des copies des marbres du Parthénon,. Le foyer d'August von Hartmann, puis celui de son gendre Georg Reinbeck, devient un centre névralgique de la bourgeoisie cultivée de Stuttgart (Bildungsbürgertum), où Luise côtoie de nombreux intellectuels, dont Jean Paul et Johann Wolfgang von Goethe. Elle se lie également d'amitié avec le poète Karl Mayer, le rédacteur du Morgenblatt Friedrich Haug, et l'historien de l'art Ludwig von Schorn. Luise exerce une influence notable sur Claire von Greyerz, artiste du papier découpé, qui utilise des techniques de gaufrage similaires aux siennes ; les deux femmes échangent d'ailleurs des œuvres, probablement lors d'un séjour de von Greyerz chez Karl Mayer en 1813.
À Stuttgart, Luise Duttenhofer donne naissance à six autres enfants. Trois atteignent l’âge adulte : Marie Luise (1807–1839), Friedrich Martin (1810–1859) et Anton Raphael (1812–1843). Les trois plus jeunes, en revanche, meurent en bas âge : Peter Alexis (1814–1815), Cornelie Georgine (né et mort en 1816) et Emil Georg Albert (1818–1819).
En novembre 1828, Luise se rend à Munich avec son mari et deux de leurs enfants, où elle passe quelques mois à dessiner des œuvres conservées dans différentes galeries et collections. Peu après leur retour à Stuttgart, elle meurt le 16 mai 1829,.

## Œuvres

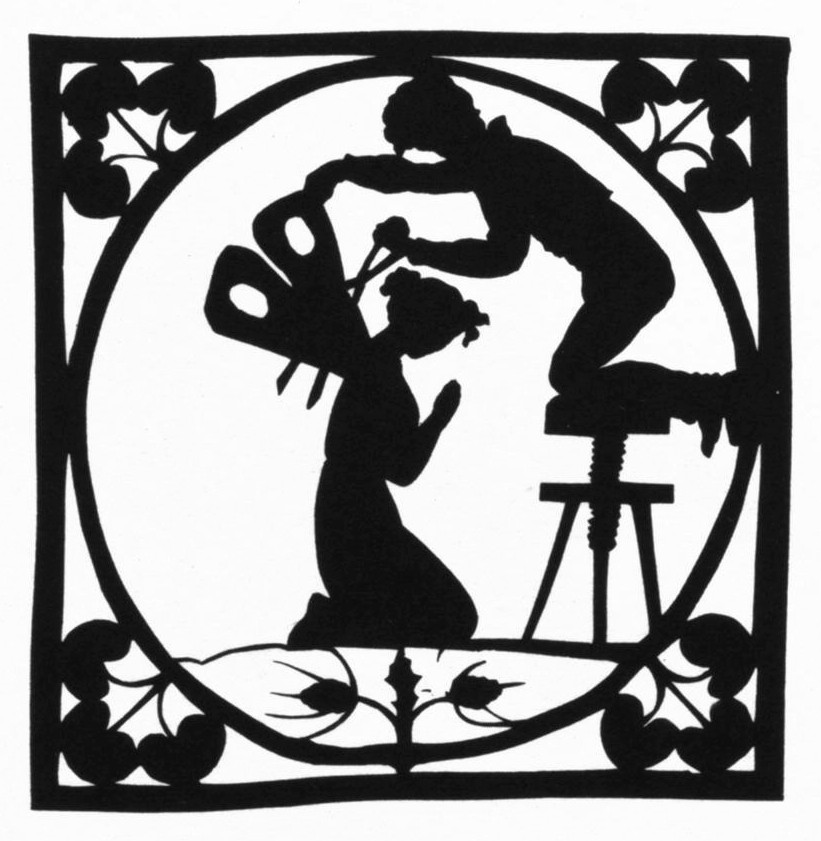
Duttenhofer représentée ici en Psyché, en train de se faire couper les ailes.

Luise Duttenhofer a réalisé plus de 1 500 papiers découpés, aujourd'hui conservés. Ses œuvres couvrent une vaste gamme de sujets, incluant des portraits, des paysages, des animaux et des ornements, ainsi que des thèmes religieux, mythologiques et inspirés de sa vie quotidienne,. Certains de ses portraits se caractérisent par des traits caricaturaux. Ce qui la distingue des autres silhouettistes de son époque, c'est sa technique directe : elle découpe à main levée, sans recourir à un dessin préparatoire,. 
Duttenhofer travaille généralement sur du papier plié, ce qui lui permet de produire deux silhouettes symétriques. Certains de ses travaux comportent des inscriptions inversées, suggérant qu'elle offrait la version lisible tout en conservant le miroir pour ses archives. Elle utilise principalement du papier noir au recto et blanc au verso, mais elle emploie également, de temps à autre, du papier coloré,. Ses œuvres de plus grand format sont souvent composées de plusieurs feuilles assemblées. De plus, elle introduit des effets de perspective, notamment par l'utilisation de sols à motifs, afin de créer une impression de profondeur et de volume.
Duttenhofer expose certaines de ses œuvres à Stuttgart en 1812, puis à nouveau en 1824. Ces deux expositions suscitent des critiques élogieuses dans les comptes rendus du Morgenblatt, qui mettent en avant la virtuosité de son travail. La seule publication contemporaine à inclure l'une de ses contributions est un recueil de poèmes de Christian Gottlob Vischer, paru en 1821, qui est enrichi d'illustrations réalisées par Duttenhofer et son époux,. En 1826, elle participe à un concours visant à illustrer un poème de Goethe, et son œuvre reçoit les éloges de l'écrivain lui-même.

## Héritage et postérité
Luise Duttenhofer est considérée par ses contemporains comme l'une des figures les plus marquantes de son art en Allemagne à son époque,. Toutefois, son œuvre tombe dans l'oubli après sa mort, jusqu'à sa redécouverte au début du XXe siècle par l'historien de l'art Gustav Edmund Pazaurek, qui l'expose à Düsseldorf en 1909. Ses descendants font don de la majorité de son œuvre au Schiller-Nationalmuseum : 337 pages en folio, chacune contenant au moins un papier découpé, sont offertes au musée par Otto Tafel en 1911 et 1933. Depuis, les œuvres de Duttenhofer ont été présentées à plusieurs reprises et réimprimées dans diverses éditions.

## Note et références

### Note
- (En) Cet article est partiellement ou en totalité issu de l’article de Wikipédia en anglais intitulé « Luise Duttenhofer » (voir la liste des auteurs).